# Episoriculus caudatus
Episoriculus caudatus es una especie de musaraña de la familia soricidae.

## Distribución geográfica
Se encuentra en China, India y Birmania.